# Quercus guyavifolia
Quercus guyavifolia H.Lév. – gatunek roślin z rodziny bukowatych (Fagaceae Dumort.). Występuje naturalnie w południowych Chinach – w prowincjach Kuejczou, Syczuan oraz Junnan. 

## Morfologia
PokrójZimozielone drzewo lub krzew. Dorasta do 15 m wysokości.
LiścieBlaszka liściowa jest lekko owłosiona od spodu i ma kształt od owalnego do eliptycznego lub podługowatego. Mierzy 2–9 cm długości oraz 1,5–5 cm szerokości, jest całobrzega lub delikatnie ząbkowana na brzegu, ma zaokrągloną nasadę i wierzchołek od tępego do ostro zakończonego. Ogonek liściowy jest omszony i ma 2–4 mm długości.
OwoceOrzechy zwane żołędziami o kształcie od jajowatego do niemal kulistego, dorastają do 15–18 mm średnicy. Osadzone są pojedynczo w miseczkach w kształcie kubka, które mierzą 6–10 mm długości i 10–30 mm średnicy.

## Biologia i ekologia
Rośnie w lasach mieszanych, zaroślach oraz na terenach skalistych. Występuje na wysokości od 2500 do 4000 m n.p.m. Kwitnie od września do listopada, natomiast owoce dojrzewają od listopada do grudnia.